# روب غيل
روب غيل (بالإنجليزية: Rob Gale)‏ (3 أغسطس 1977 في زامبيا - ) هو لاعب كرة قدم أمريكي في مركز الوسط. لعب مع ويكمب وندررز وWinnipeg Lucania FC ‏.

## وصلات خارجية
- روب غيل على موقع قاعدة بيانات كرة القدم.إي يو (الإنجليزية)